# Дитрих фон Хайнсберг
Дитрих фон Хайнсберг (фр. Thierry de Heinsberg, нем. Dietrich von Heinsberg; ум. между 17 и 21 января 1361, Стоккем) — граф Шини и Лоона в 1336—1361 годах, сеньор Хайнсберга с 1331 года (под именем Дитрих IV). 
Сын Готфрида IV, сеньора Хайнсберга, Бланкенберга и Вассенберга, и его жены Матильды де Лооз, сестры графа Лоона и Шини Луи IV.

## Биография
В 1336 году его дядя Луи IV умер бездетным. Согласно договору от 1190 года в случае отсутствия прямых наследников графство Лоон должно было отойти епископству Льеж. Однако епископ Адольф де Ла Марк, на чьей сестре был женат Дитрих фон Хайнсберг, разрешил родственнику вступить в наследство.
В 1344 году Адольф де Ла Марк умер, и его преемником стал племянник — Энгельберт III де Ла Марк. Тот тоже не стал претендовать на Лоон, и Дитрих фон Хайнсберг благополучно правил этим графством до своей смерти.
Дитрих фон Хайнсберг завещал свои владения племяннику — Готфриду фон Хайнсбергу. Однако после его смерти архиепископ Энгельберт III де Ла Марк воспользовался правом, предусмотренным договором от 1190 года, и ввёл в Лоон свои войска. Готфрид фон Хайнсберг получил только графство Шини, которое вскоре продал.

## Брак и дети
Жена (свадьба не позднее 1320) — Кунигунда де Ла Марк, дочь Энгельберта I, графа де Ла Марк, и Кунегунды де Блискастель. Единственный ребёнок — сын, умерший ещё при жизни отца:
- Готфрид де Лооз (ум. 1342/47), сеньор де Миллен. Он с ноября 1336 года был женат на Матильде (Мехтильде) Гельдернской (1324—1384), дочери герцога Райнальда II, но детей в этом браке не было.